# Рауф Денкташ
Рауф Раиф Денкташ (на турски: Rauf Raif Denktaş) е кипърски политик от Партията на националното единство, президент на признатата само от Турция Севернокипърска турска република от 15 ноември 1983 до 24 април 2005 г.
Роден е на 27 януари 1924 година в Пафос. От края на 1940-те години е адвокат, а по-късно – прокурор.
През 1957 година е сред основателите на Турската съпротивителна организация, която се противопоставя на плановете за присъединяване на Кипър към Гърция, и скоро се нарежда сред лидерите на турското малцинство в страната.
През 1974 година в Кипър е извършен прогръцки военен преврат и 3 дни по-късно Турция окупира северната част на острова, населена с кипърски турци. През 1976 година Денкташ е избран за президент на новообразуваната Севернокипърска турска република и остава на този пост до 2005 година, когато се оттегля от политическия живот.
Рауф Денкташ умира на 13 януари 2012 година в Лефкоша – севернокипърската част на Никозия.